# Pisculești, Prahova
Pisculești (mai vechi, Pișculești) este un sat în comuna Tinosu din județul Prahova, Muntenia, România.
Așezarea este atestată documentar în 1594.
Lângă sat s-au descoperit urmele unei așezări geto-dacice.
În 2011, satul avea 650 de locuitori.